# Diocesi di Perre
La diocesi di Perre (in latino Dioecesis Perrhensis) è una sede soppressa del patriarcato di Antiochia e una sede titolare della Chiesa cattolica.

## Storia
Perre, identificabile con Pirun nei pressi di Adıyaman in Turchia, è un'antica sede episcopale della provincia romana della Siria Eufratense nella diocesi civile d'Oriente. Essa faceva parte del patriarcato di Antiochia ed era suffraganea dell'arcidiocesi di Gerapoli, come attestato da una Notitia episcopatuum del VI secolo.
Sono cinque i vescovi documentati di quest'antica diocesi. Gobino era vescovo durante la persecuzione di Valente e partecipò al primo concilio di Costantinopoli nel 381. Gemellino non prese parte al concilio di Efeso del 431 e si oppose al suo metropolita Alessandro di Gerapoli. Atanasio era stato accusato dal suo clero di aver compiuto diversi crimini e si era rifiutato di risponderne davanti al suo metropolita Panolbio di Gerapoli, pertanto fu deposto durante il sinodo di Antiochia del 445, sinodo che elesse Sabiniano come suo successore; riabilitato durante il concilio di Efeso del 449, partecipò nel 451 al concilio di Calcedonia, che riabilitò Sabiniano e depose Atanasio. Eustazio, vescovo monofisita, prese parte alla consacrazione di Severo di Antiochia nel 512 e fu espulso dalla sua sede per ordine di Giustino I.
Dal 1933 Perre è annoverata tra le sedi vescovili titolari della Chiesa cattolica; la sede è vacante dal 5 gennaio 1976.

## Cronotassi

### Vescovi greci
- Gobino † (circa 370/379 - dopo il 381)
- Gemellino † (menzionato nel 431)
- Atanasio † (? - 445 deposto)
- Sabiniano † (445 - 449 deposto)
- Atanasio † (449 - 451 deposto) (per la seconda volta)
- Sabiniano † (451 - ?) (per la seconda volta)
  - Eustazio † (prima del 512 - 518 espulso) (vescovo monofisita)

### Vescovi titolari
- Joseph-Jean-Baptiste Hallé † (18 dicembre 1920 - 7 ottobre 1939 deceduto)
- Joseph Marie Henri Belleau, O.M.I. † (11 dicembre 1939 - 5 gennaio 1976 deceduto)